# Пам'ятник Суворову (Севастополь)
Пам'ятник Суворову — пам'ятник російському полководцю Олександру Васильовичу Суворову встановлений 3 серпня 1983 року в Ленінському районі Севастополя на площі Суворова до святкування 200-річчя міста. Автори — скульптори В. В. Рябков і В. С. Гордєєв, архітектори Г. Г. Кузьмінський і А. С. Гладков.

## Опис
На вертикальному постаменті з сірого граніту висотою 3, 34 метра встановлено бронзовий бюст О. В. Суворова. Його погляд спрямований у бік Південної бухти. На військовому мундирі зірка генералісимуса і численні нагороди, якими було його було відзначено за успішну державну і військову діяльність. На картуші — присвятний напис: «Олександр Васильович Суворов». Загальна висота пам'ятника 5,34 метра.